# Angus (nome)
Angus  è un nome proprio di persona irlandese, gaelico scozzese e inglese maschile.

## Varianti
- Gaelico: Aonghas[3]
- Inglese
  - Ipocoristici: Gus[2]
- Irlandese: Aonghus[2], Aengus[2]
- Irlandese antico: Óengus[2][3]
- Scozzese: Aonghus[2], Aonghas[2], Innes[2]
  - Femminili: Innes[4]

## Origine e diffusione

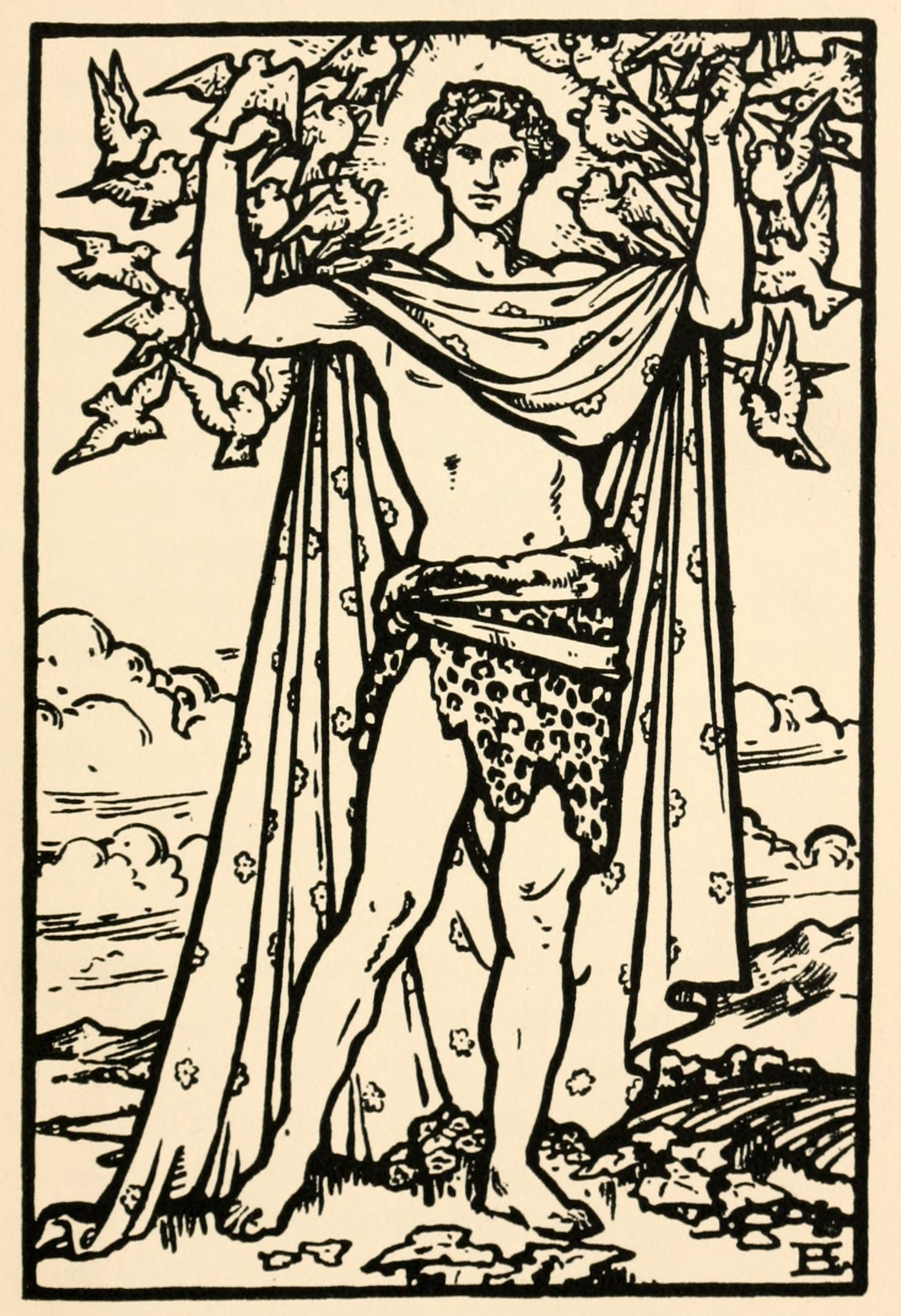
Il dio irlandese Aengus in un'illustrazione di Beatrice Elvery

Si tratta di una forma anglicizzata dell'antico nome irlandese Aonghus; esso è composto dai termini óen ("uno") e gus ("forza", "eccellenza", "energia", "abilità", dalla radice celtica *gustu, "scelta"), quindi il suo significato può essere interpretato come "una forza", "forza solitaria" o anche "unica scelta". 
Nella mitologia irlandese il nome è portato da Aengus, il dio della giovinezza, dell'amore e dell'ispirazione poetica. Da un re dei Pitti dell'VIII secolo così chiamato, Óengus I, prende il nome la regione scozzese dell'Angus, che ha dato a sua volta il nome ad una nota razza bovina. 

## Persone

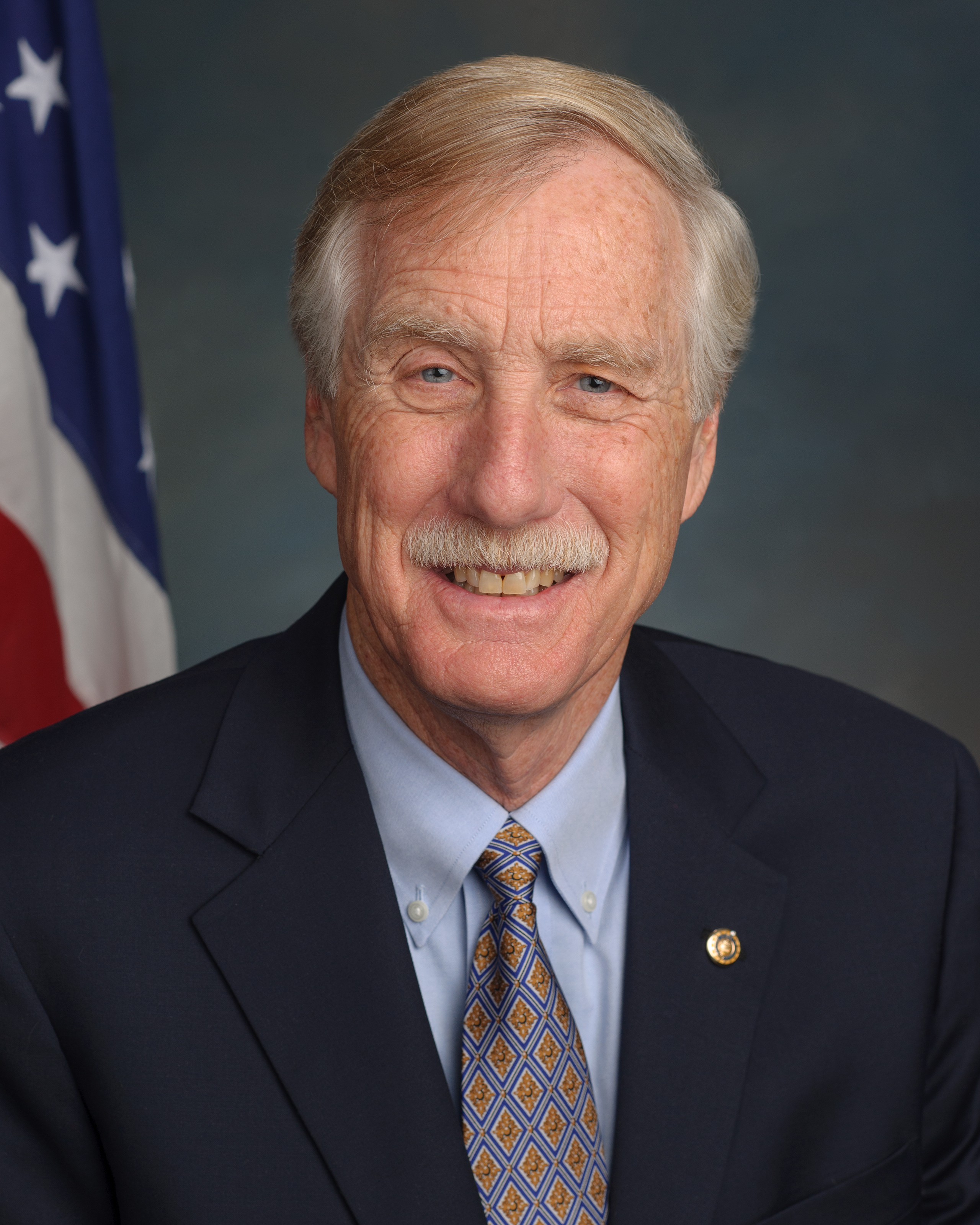
Angus King

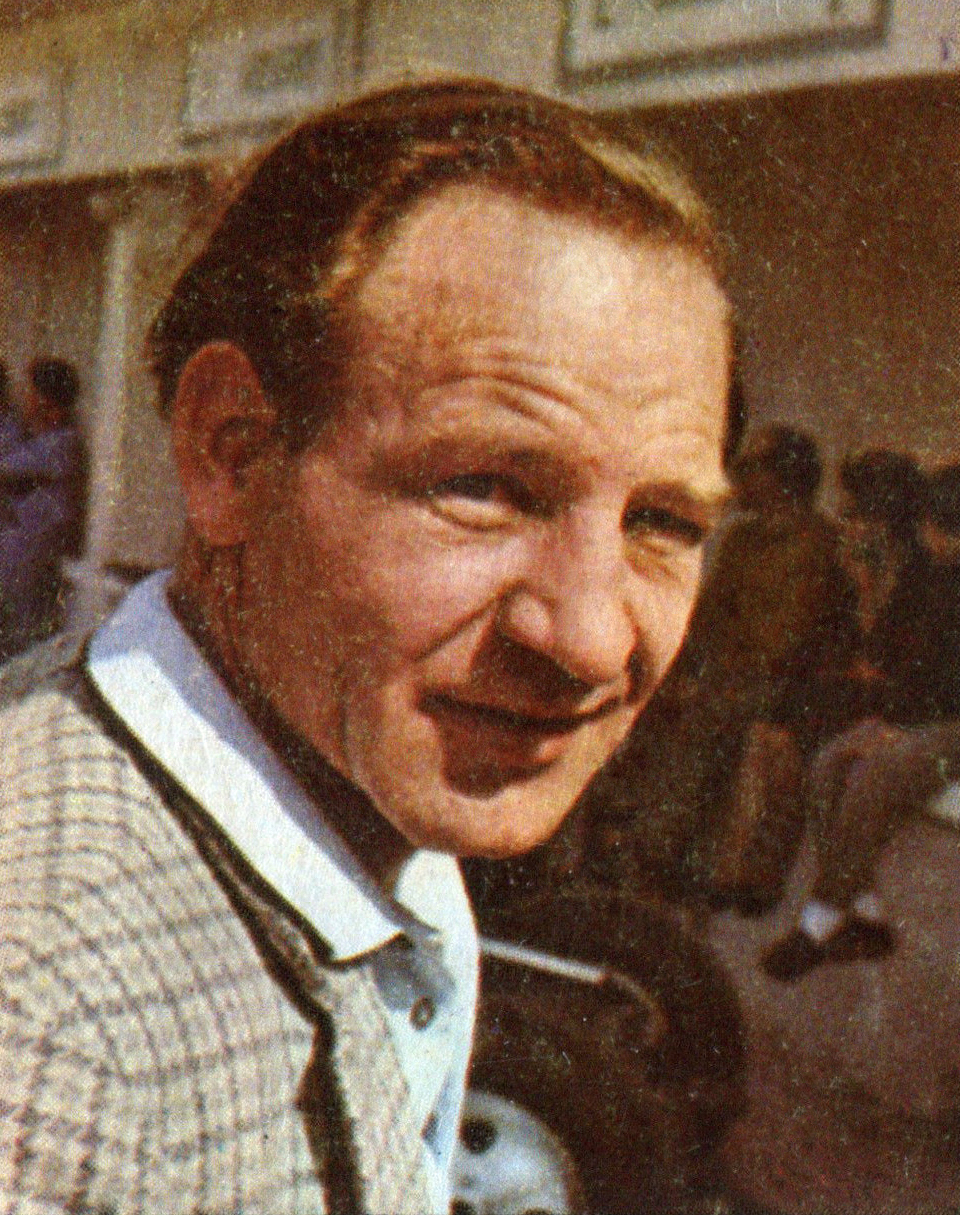
Innes Ireland

- Angus Peter Campbell, romanziere e poeta scozzese
- Angus Deaton, economista scozzese
- Angus T. Jones, attore statunitense
- Angus King, politico e conduttore televisivo statunitense
- Angus Lennie, attore scozzese
- Angus Macfadyen, attore scozzese
- Angus MacLise, musicista e poeta statunitense
- Angus Maddison, economista britannico
- Angus McLaren, attore e musicista australiano
- Angus Scrimm, attore statunitense
- Angus Tung, cantante, compositore e produttore discografico taiwanese
- Angus Wilson, scrittore britannico
- Angus Young, musicista e compositore australiano

### Variante Aonghas
- Aonghas Mór, "Re delle isole" e progenitore del Clan Donald
- Aonghas Óg, nobile scozzese
- Aonghas Óg di Islay, lord di Islay

### Variante Óengus
- Óengus I, re dei Pitti
- Óengus II dei Pitti, re dei Pitti
- Óengus mac Colmáin, sovrano supremo irlandese
- Óengus Olmucaid, sovrano supremo irlandese

### Altre varianti
- Innes Ireland, pilota automobilistico britannico
- Áonghas mac Somhairle, figlio di Somerled e Ragnhildis
- Aengus Ollamh, sovrano supremo irlandese
- Aengus Tuirmech Temrach, sovrano supremo irlandese

## Il nome nelle arti
- Angus de' Paperoni è un personaggio della banda Disney.
- Angus Fangus è un personaggio delle serie a fumetti PK - Paperinik New Adventures, PK² e PK - Pikappa.
- Angus MacGyver è un personaggio della serie televisiva MacGyver.

## Curiosità
- Aengus è un personaggio della mitologia irlandese.